# Auto de Angicos
Virgulino e Maria - Auto de Angicos é uma peça teatral escrita por Marcos Barbosa que conta a história de Lampião e Maria Bonita em seus últimos minutos de vida. A peça é dirigida por Amir Haddad.

## Sinopse
Auto de Angicos apresenta Lampião e a Maria Bonita nos momentos finais de suas vidas. A última hora do casal nunca foi satisfatoriamente reconstituída pela historiografia oficial, e muito pouco pode ser afirmado sobre o que eles disseram ou fizeram nos minutos que precederamm a execução dos dois, na Grota do Angicos, na manhã de 28 de julho de 1938.
A peça recria esta hora mágica, como um momento de intimidade entre um homem e uma mulher.

## Elenco
- Adriana Esteves - Maria de Déa (Maria Bonita)
- Marcos Palmeira - Virgulino Ferreira (Lampião)